# Polyrhachis viehmeyeri
Polyrhachis viehmeyeri é uma espécie de formiga do gênero Polyrhachis, pertencente à subfamília Formicinae.